# Elaphoglossum dolichopus
Elaphoglossum dolichopus är en träjonväxtart som beskrevs av John T. Mickel. Elaphoglossum dolichopus ingår i släktet Elaphoglossum och familjen Dryopteridaceae. Inga underarter finns listade.